# 2014年モナコグランプリ
2014年モナコグランプリは、2014年のF1世界選手権第6戦として、2014年5月25日にモンテカルロ市街地コースで開催された。

## 予選

### 展開
ニコ・ロズベルグがバーレーン以来2度目のポールポジション獲得。しかし、ロズベルグのミスによるコースアウトで黄旗が出てしまい、その影響でラストアタックに入っていたハミルトンのアタックを結果として妨害してしまい両者の間に遺恨を残した。メルセデス2台についで、レッドブル・フェラーリの2台がその後ろについた。Q1でトップタイムを出すなど健闘したベルニュが7番手。難しいモナコの予選で、マグヌッセン・クビアトのルーキーがQ3に進出を果たした。

### 結果
| Pos.                | No. | ドライバー                 | チーム                           | Q1       | Q2       | Q3       | Grid |
| ------------------- | --- | -------------------------- | -------------------------------- | -------- | -------- | -------- | ---- |
| 1                   | 6   | ニコ・ロズベルグ           | メルセデス                       | 1:17.678 | 1:16.465 | 1:15.989 | 1    |
| 2                   | 44  | ルイス・ハミルトン         | メルセデス                       | 1:17.823 | 1:16.354 | 1:16.048 | 2    |
| 3                   | 3   | ダニエル・リカルド         | レッドブル・ルノー               | 1:17.900 | 1:17.233 | 1:16.384 | 3    |
| 4                   | 1   | セバスチャン・ベッテル     | レッドブル・ルノー               | 1:18.383 | 1:17.074 | 1:16.547 | 4    |
| 5                   | 14  | フェルナンド・アロンソ     | フェラーリ                       | 1:17.853 | 1:17.200 | 1:16.686 | 5    |
| 6                   | 7   | キミ・ライコネン           | フェラーリ                       | 1:17.902 | 1:17.398 | 1:17.389 | 6    |
| 7                   | 25  | ジャン＝エリック・ベルニュ | トロロッソ・ルノー               | 1:17.557 | 1:17.657 | 1:17.540 | 7    |
| 8                   | 20  | ケビン・マグヌッセン       | マクラーレン・メルセデス         | 1:17.978 | 1:17.609 | 1:17.555 | 8    |
| 9                   | 26  | ダニール・クビアト         | トロロッソ・ルノー               | 1:18.616 | 1:17.594 | 1:18.090 | 9    |
| 10                  | 11  | セルジオ・ペレス           | フォース・インディア・メルセデス | 1:18.108 | 1:17.755 | 1:18.327 | 10   |
| 11                  | 27  | ニコ・ヒュルケンベルグ     | フォース・インディア・メルセデス | 1:18.432 | 1:17.846 |          | 11   |
| 12                  | 22  | ジェンソン・バトン         | マクラーレン・メルセデス         | 1:17.890 | 1:17.988 | 12       |      |
| 13                  | 77  | バルテリ・ボッタス         | ウィリアムズ・メルセデス         | 1:18.407 | 1:18.082 | 13       |      |
| 14                  | 8   | ロマン・グロージャン       | ロータス・ルノー                 | 1:18.335 | 1:18.196 | 14       |      |
| 15                  | 13  | パストール・マルドナド     | ロータス・ルノー                 | 1:18.585 | 1:18.356 | 15       |      |
| 16                  | 19  | フェリペ・マッサ           | ウィリアムズ・メルセデス         | 1:18.209 | no time2 | 16       |      |
| 17                  | 21  | エステバン・グティエレス   | ザウバー・フェラーリ             | 1:18.741 |          | 17       |      |
| 18                  | 99  | エイドリアン・スーティル   | ザウバー・フェラーリ             | 1:18.745 | 18       |          |      |
| 19                  | 17  | ジュール・ビアンキ         | マルシャ・フェラーリ             | 1:19.332 | 21       |          |      |
| 20                  | 4   | マックス・チルトン         | マルシャ・フェラーリ             | 1:19.928 | 19       |          |      |
| 21                  | 10  | 小林可夢偉                 | ケータハム・ルノー               | 1:20.133 | 20       |          |      |
| 22                  | 9   | マーカス・エリクソン       | ケータハム・ルノー               | 1:21.732 | PL       |          |      |
| 107% time: 1:22.985 |     |                            |                                  |          |          |          |      |

- No.17はギアボックス交換のため5グリッド降格[5]
- No.9は予選Q2でのNo.19への衝突によりピットレーンからスタート[6]

## 決勝

### 展開
マルドナードがフォーメーションラップ中にマシントラブルを抱え、そのままスタートできずにリタイヤとなった。スタートでは逆転を期したハミルトンを抑え、ロズベルグがトップを守った。その後ろでは右側グリッドのリカルド・アロンソが遅れたのに対して、左側のベッテル・ライコネンが好スタートを決めて3、4番手に浮上した。スタートで後退したリカルド・アロンソに、マグヌッセン、ベルニュが続く。しかし、後方ではバトンとペレスが接触し、ペレスのマシンはバリアに接触してリタイヤ。早くもセーフティカーが導入された。グロージャンがこの間に1回目のピットイン。4周目にセーフティカーが退去し、レース再開。その直後の5周目にベッテルがパワーユニットのトラブルでリタイヤした。24周目にスーティルがターン10でクラッシュし、再びセーフティカーが導入された。ライコネンはベッテルのリタイヤで3番手に上がっていたが、マルシャのチルトンと接触し、大きく後退した。このタイミングで上位陣のマシンがピットイン。31周目にレースが再開されると、翌周ヒュルケンベルグがマグヌッセンをターン8でオーバーテイク。37周目にベルニュがドライブスルーペナルティを消化。その後、パワーユニットのトラブルにより、51周目にリタイヤした。さらに56周目にはボッタスもパワーユニットのトラブルによりリタイヤ。72周目にバトンがマグヌッセンを交わして6番手に浮上した。翌周ライコネンがマグヌッセンにロウズヘアピンで仕掛けるが、接触してマグヌッセンは10番手に後退。ライコネンはノーズ交換により入賞圏外に沈んだ。一方、トップを争うメルセデスの1秒程度の差で拮抗していたが、ロズベルグは燃費が厳しく、ハミルトンも目に異物が入ったことにより大きくペースダウン。この後ろからリカルドが1周2秒近く速いペースで追い上げ、ハミルトンに追いつくが懸命のブロックでしのぎ切る。結局ロズベルグが78周のレースで1度もトップを譲らずにポールトゥーウィンを飾り、モナコ2連覇を果たし、ポイントリーダーの座をすぐに奪い返すことに成功した。2位はハミルトン。不運もあったがなんとか最少失点に食い止めた。3位にはリカルドで2戦連続の表彰台となった。4位はアロンソ。ERSやブレーキに問題を抱えながらベテランらしい安定した走りを見せ、ここまで6戦全てで入賞。5位はヒュルケンベルグ、6位はバトン、7位はマッサこの3人は予選では後方からのスタートになったものの、じわじわと順位をあげて入賞を果たした。8位はグロージャン。9位にはなんとチーム創設5年目にして初のポイント獲得となるマルシャのジュール・ビアンキ。レース後に、5秒加算のペナルティを受けたものの順位の変動はなかった。これでケータハムとのコンストラクタータイトル争いで一気に有利な展開になった。10位はマグヌッセンだった。

### 結果
| Pos. | No. | ドライバー                 | チーム                           | 周回数 | タイム/リタイア | Grid | Pts. |
| ---- | --- | -------------------------- | -------------------------------- | ------ | --------------- | ---- | ---- |
| 1    | 6   | ニコ・ロズベルグ           | メルセデス                       | 78     | 1:49:27.661     | 1    | 25   |
| 2    | 44  | ルイス・ハミルトン         | メルセデス                       | 78     | +9.210          | 2    | 18   |
| 3    | 3   | ダニエル・リカルド         | レッドブル・ルノー               | 78     | +9.614          | 3    | 15   |
| 4    | 14  | フェルナンド・アロンソ     | フェラーリ                       | 78     | +32.452         | 5    | 12   |
| 5    | 27  | ニコ・ヒュルケンベルグ     | フォース・インディア・メルセデス | 77     | +1 Lap          | 11   | 10   |
| 6    | 22  | ジェンソン・バトン         | マクラーレン・メルセデス         | 77     | +1 Lap          | 12   | 8    |
| 7    | 19  | フェリペ・マッサ           | ウィリアムズ・メルセデス         | 77     | +1 Lap          | 16   | 6    |
| 8    | 8   | ロマン・グロージャン       | ロータス・ルノー                 | 77     | +1 Lap          | 14   | 4    |
| 9    | 17  | ジュール・ビアンキ         | マルシャ・フェラーリ             | 77     | +1 Lap          | 21   | 2    |
| 10   | 20  | ケビン・マグヌッセン       | マクラーレン・メルセデス         | 77     | +1 Lap          | 8    | 1    |
| 11   | 9   | マーカス・エリクソン       | ケータハム・ルノー               | 77     | +1 Lap          | PL   |      |
| 12   | 7   | キミ・ライコネン           | フェラーリ                       | 77     | +1 Lap          | 6    |      |
| 13   | 10  | 小林可夢偉                 | ケータハム・ルノー               | 76     | +2 Laps         | 20   |      |
| 14   | 4   | マックス・チルトン         | マルシャ・フェラーリ             | 75     | +3 Laps         | 19   |      |
| Ret  | 21  | エステバン・グティエレス   | ザウバー・フェラーリ             | 59     | スピン          | 17   |      |
| Ret  | 77  | バルテリ・ボッタス         | ウィリアムズ・メルセデス         | 55     | エンジン        | 13   |      |
| Ret  | 25  | ジャン＝エリック・ベルニュ | トロロッソ・ルノー               | 50     | エキゾースト    | 7    |      |
| Ret  | 99  | エイドリアン・スーティル   | ザウバー・フェラーリ             | 23     | クラッシュ      | 18   |      |
| Ret  | 26  | ダニール・クビアト         | トロロッソ・ルノー               | 10     | エキゾースト    | 9    |      |
| Ret  | 1   | セバスチャン・ベッテル     | レッドブル・ルノー               | 5      | ターボ          | 4    |      |
| Ret  | 11  | セルジオ・ペレス           | フォース・インディア・メルセデス | 0      | 接触            | 10   |      |
| DNS  | 13  | パストール・マルドナド     | ロータス・ルノー                 | 0      | 燃料ポンプ      | 15   |      |

- No.17はセーフティカー先導中にペナルティを消化したため5秒加算のペナルティ

ラップリーダー
- ニコ・ロズベルグ(1-78)

## 第6戦終了時点でのランキング
|   | 順位 | ドライバー             | ポイント |
| 1 | 1    | ニコ・ロズベルグ       | 122      |
| 1 | 2    | ルイス・ハミルトン     | 118      |
|   | 3    | フェルナンド・アロンソ | 61       |
| 1 | 4    | ダニエル・リカルド     | 54       |
| 1 | 5    | ニコ・ヒュルケンベルグ | 47       |

|   | 順位 | コンストラクター                | ポイント |
|   | 1    | メルセデス                      | 240      |
|   | 2    | レッドブル-ルノー               | 99       |
|   | 3    | フェラーリ                      | 78       |
|   | 4    | フォース・インディア-メルセデス | 67       |
| 1 | 5    | マクラーレン-メルセデス         | 52       |

- 注：ドライバー、コンストラクター共にトップ5のみ表示。
- [8]